# Tom Curran (Cricketspieler)
Thomas Kevin Curran (* 12. März 1995 in Kapstadt, Südafrika) ist ein englischer Cricketspieler, der seit 2017 für die englische Nationalmannschaft spielt. 

## Kindheit und Ausbildung
Curran ist Sohn des simbabwischen Cricketspielers Kevin Curran und auch sein Großvater spielte für Rhodesien First-Class-Cricket. Er hat zwei Brüder: Sam Curran, der ebenfalls für die englische Nationalmannschaft spielt, und Ben Curran, der für Northamptonshire spielt. Nachdem sein Vater seine Cricketkarriere aufgegeben hatte, wuchs Curran zunächst auf einer Farm in Rusape auf, bevor diese unter der Landreform im Jahr 2004 verloren ging.

## Aktive Karriere
Curran absolvierte sein Debüt in der Nationalmannschaft in der Twenty20-Serie gegen Südafrika im Juni 2017, wobei er 3 Wickets für 33 Runs erreichte. Im September 2017 gab er auch sein Debüt im OCI-Cricket gegen die West Indies. Bei der Ashes Tour 2017/18 absolvierte er auch seinen ersten Test, jedoch spielte er zunächst nur einen weiteren auf der Tour und ist seitdem dort nicht mehr im Einsatz. Auf der Tour gelangen ihm mit 5 Wickets für 35 Runs im zweiten ODI auch sein erstes Five-for, wofür er als Spieler des Spiels ausgezeichnet wurde. In der Saison 2018/19 konnte er zu Beginn in Sri Lanka im ersten ODI 3 Wickets für 17 Runs erreichen. Zum Ende der Saison gelangen ihm im ersten Twenty20 in den West Indies 4 Wickets für 36 Runs. Im Sommer Saison 2019 konnte er zunächst in Irland 3 Wickets für 35 Runs erreichen, bevor er im vierten ODI gegen Pakistan 4 Wickets für 75 Runs erreichte. Er wurde daraufhin zwar für das Team bei der Cricket World Cup 2019 nominiert, kam dort jedoch nicht zum Einsatz. Nach einem schwächeren Jahr 2020 konnte er im Sommer 2021 gegen Sri Lanka 4 Wickets für 35 Runs erreichen, bevor das Spiel auf Grund von Regenfällen abgebrochen werden musste. Nachdem sich sein Bruder verletzt hatte, wurde er für den ICC Men’s T20 World Cup 2021 nachnominiert, spielte jedoch auch dort kein Spiel. Während der Big Bash League 2021/22, bei der er für die Sydney Sixers spielt, zog er sich eine Rückenverletzung zu, aufgrund der er lange ausfiel.